# Souessa spinifera
Souessa spinifera är en spindelart som först beskrevs av O. Pickard-Cambridge 1874.  Souessa spinifera ingår i släktet Souessa och familjen täckvävarspindlar. Inga underarter finns listade i Catalogue of Life.